# شبانه اعظمی
شبانه اعظمی (هندی: शबाना आज़मी؛ زادهٔ ۱۸ سپتامبر ۱۹۵۰) هنرپیشه و سیاست‌مدار اهل هند است. وی از سال ۱۹۷۲ میلادی تاکنون مشغول فعالیت بوده‌است.
از فیلم‌ها یا برنامه‌های تلویزیونی که وی در آن نقش داشته‌است می‌توان به آمر اکبر آنتونی اشاره کرد.

## فیلم‌شناسی
فهرست برخی از فیلم‌هایی که شبانه اعظمی در آنها به ایفای نقش پرداخته‌است:
- آمر اکبر آنتونی
- زمین
- تاریخ
- پسر پلنگ صورتی
- اوتار
- شهر لذت
- پیروزی
- بی عدالتی
- من آزاد هستم
- احساس
- عمر و جان
- بوفالوی هیجان‌زده ماترو
- حکم اعدام
- شهر رؤیاها
- نیرجا
- نهال
- یک‌بار بگو
- ویرانه
- پایان شب
- تهذیب
- مرگ یک دکتر
- بی‌گناه
- لمس
- جنون
- ناگهان، یک روز
- مادرخوانده
- سفر ماه عسل با پی‌وی‌تی.ال‌تی‌دی
- تقاطع
- قصه تاج و تخت
- صاحب
- حرف‌های مردانه
- بازیکن بازی
- معنی
- یک اشتباه
- شب بنگالی
- گچ و تخته پاک‌کن
- چرا آلبرت پینتو عصبانی میشه؟
- آشانتی
- ۱۵ خیابان پارک
- فاکیرا
- خون دو رنگ دارد
- صبح راگا
- نمکین
- ازدواج
- ابزار
- شک
- کمی بی‌وفایی
- اسپینر
- رام آوتار ام.ال.ای امروز
- داستان عشق راکی و رانی (۲۰۲۳)
- نور جاویدان
- رابطه منحصربه‌فرد
- دنبال‌کننده حواصیل
- لقاح معصوم
- سرباز دزد
- خدا